# Atentado do Camp Chapman
O ataque ao Camp Chapman foi um ataque suicida  contra a instalação da Agência Central de Inteligência na Base de Operações Avançada Chapman, na província de Khost no Afeganistão, em 30 de dezembro de 2009. A base está localizada perto da cidade afegã de Khost, um reduto do movimento talibã. Uma das principais tarefas do pessoal da CIA estacionados na base era fornecer informações que apoiassem ataques de drones contra o Paquistão. O atentado foi realizado por um agente triplo, Humam Khalil Abu-Mulal al-Balawi, um médico jordaniano de 36 anos que se tornou um informante para a CIA. Sete oficiais e empreiteiros estadunidenses da CIA, um oficial do serviço de inteligência da Jordânia e um afegão que trabalhava para a CIA foram mortos quando al-Balawi detonou uma bomba prendida em um colete que utilizava. Seis outros oficiais estadunidenses da CIA foram feridos. De acordo com o diretor da CIA, Leon Panetta, o atentado bombista resultou na maior baixa militar da CIA desde os ataques de 18 de abril de 1983, durante a Guerra Civil Libanesa, e a quarta maior baixa reconhecida da CIA durante a Guerra do Afeganistão.
Al-Balawi era um médico jordaniano e escritor de websites jihadistas que foi detido e interrogado durante três dias pelo serviço de inteligência jordaniano, o Diretório Geral de Inteligência (DGI). O DGI e a CIA acreditavam que haviam conseguido que al-Balawi penetrasse na al-Qaeda nas áreas tribais paquistanesas para fornecer informações sobre alvos de alto nível. Em vez disso, al-Balawi usou essa confiança para obter acesso à base da CIA no Afeganistão sem investigar e perpetrar o ataque. Tehrik-i-Taliban Pakistan e a al-Qaeda assumiram a responsabilidade afirmando que ajudaram al-Balawi com o ataque.